# Líneas marítimas de comunicación

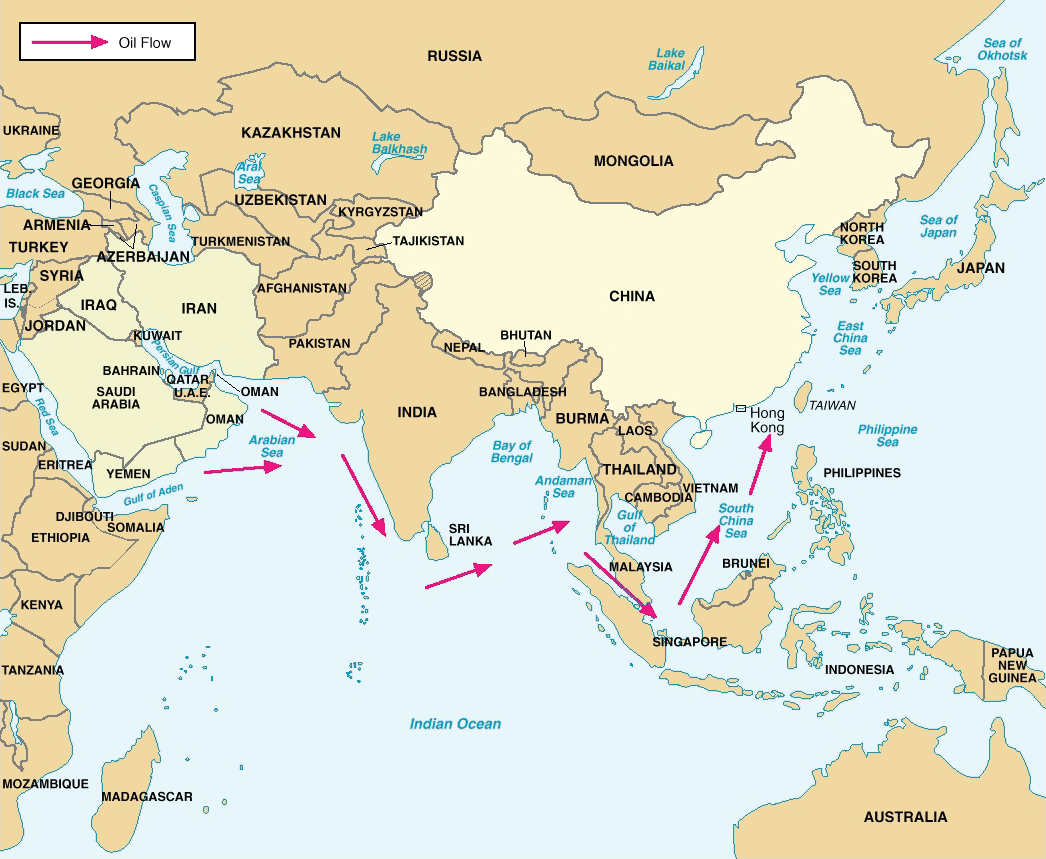
Líneas marinas críticas de comunicación de China. En 2004, más del 80 por ciento de las importaciones chinas de petróleo crudo transitaron por el Estrecho de Malaca, y menos del 2 por ciento transitó por el Estrecho de Lombok.

Líneas marítimas de comunicación es un término que describe las principales rutas marítimas entre puertos, que se utilizan para el comercio, la logística y las fuerzas navales. Generalmente se usa en referencia a operaciones navales para asegurar que dichas líneas estén abiertas, o en tiempos de guerra, para cerrarlas.
En la Guerra de Independencia de los Estados Unidos y las Guerras Napoleónicas, las líneas marítimas de comunicación estuvieron, en su mayor parte, bajo el control de la Armada Británica. Cuando los británicos perdieron el control de ellas durante la Revolución, el resultado fue la caída de Yorktown y su mayor ejército y, en última instancia, la guerra. En la era napoleónica, manteniendo la beligerancia en todo momento, los británicos embargaron y bloquearon a cualquier país asociado con Napoleón, lo que creó grandes dificultades económicas y dislocaciones que finalmente llevaron al pueblo de Francia a desencantarse con Napoleón.
En la Primera Guerra Mundial y la Segunda Guerra Mundial, los británicos y los alemanes declararon el bloqueo mutuo y la Kriegsmarine intentó cerrar las líneas marítimas de comunicación de América del Norte a las islas británicas con el uso de submarinos. En cada caso, los aliados lograron mantener abiertas las rutas marítimas. Los alemanes en cada caso no lograron derrotar el bloqueo naval británico de Alemania. La Armada de los Estados Unidos en la Segunda Guerra Mundial cerró con éxito las líneas marítimas de comunicación a Japón, estrangulando a la nación insular de escasos recursos.
Si la Guerra Fría se hubiera vuelto "caliente", Europa habría requerido reabastecimiento y refuerzo de América del Norte. La estrategia de la Armada soviética fue cerrar las líneas marítimas de comunicación para maximizar su superioridad numérica en Europa.